# Slano
Slano je vesnice v Chorvatsku, v Dubrovnicko-neretvanské župě, v opčině Dubrovačko Primorje v Dalmácii. V roce 2011 zde žilo 579 obyvatel.

## Poloha
Slano leží asi 27 km severozápadně od Dubrovníku ve stejnojmenném zálivu při hlavní silnici M2 (E65). Pro jachty je určen malý chráněný záliv Banja, větší jachty mohou kotvit na jihozápad od mysu Rt Gornji.

## Historie
Oblast byla osídlena již v prehistorickém období a ve starověku. V roce 1399 se dostala pod nadvládu dubrovnické republiky. Za války v letech 1991-1992 utrpělo Slano velké škody. Hotel Admiral přímo u hlavní pláže byl zcela vypálen a nový pětihvězdičkový hotel Admiral byl otevřen v roce 2008.

## Pamětihodnosti
Františkánský kostel byl postaven v 16. století. Farní kostel sv. Blažeje z roku 1407 byl přestavěn v barokním slohu.

## Ekonomika
Hlavními ekonomickými aktivitami obyvatel jsou zemědělství (pěstování oliv, vinné révy, tabáku a ovoce), rybolov a cestovní ruch.

## Galerie

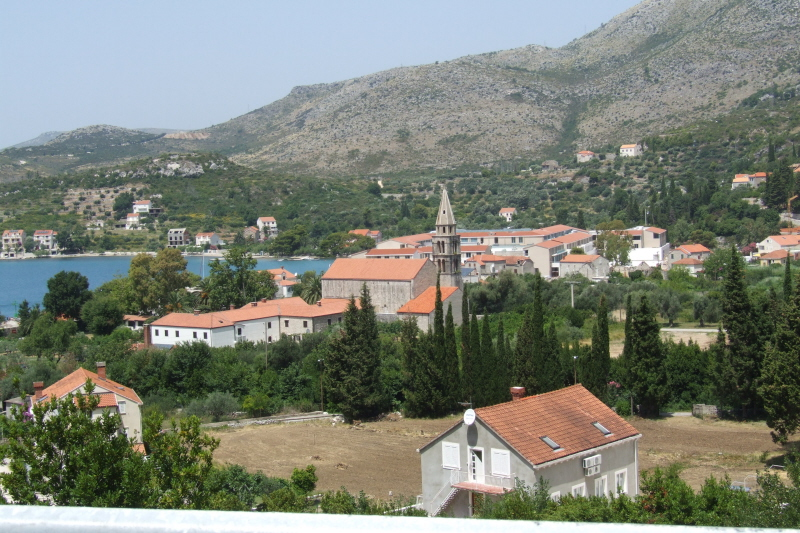
Slano
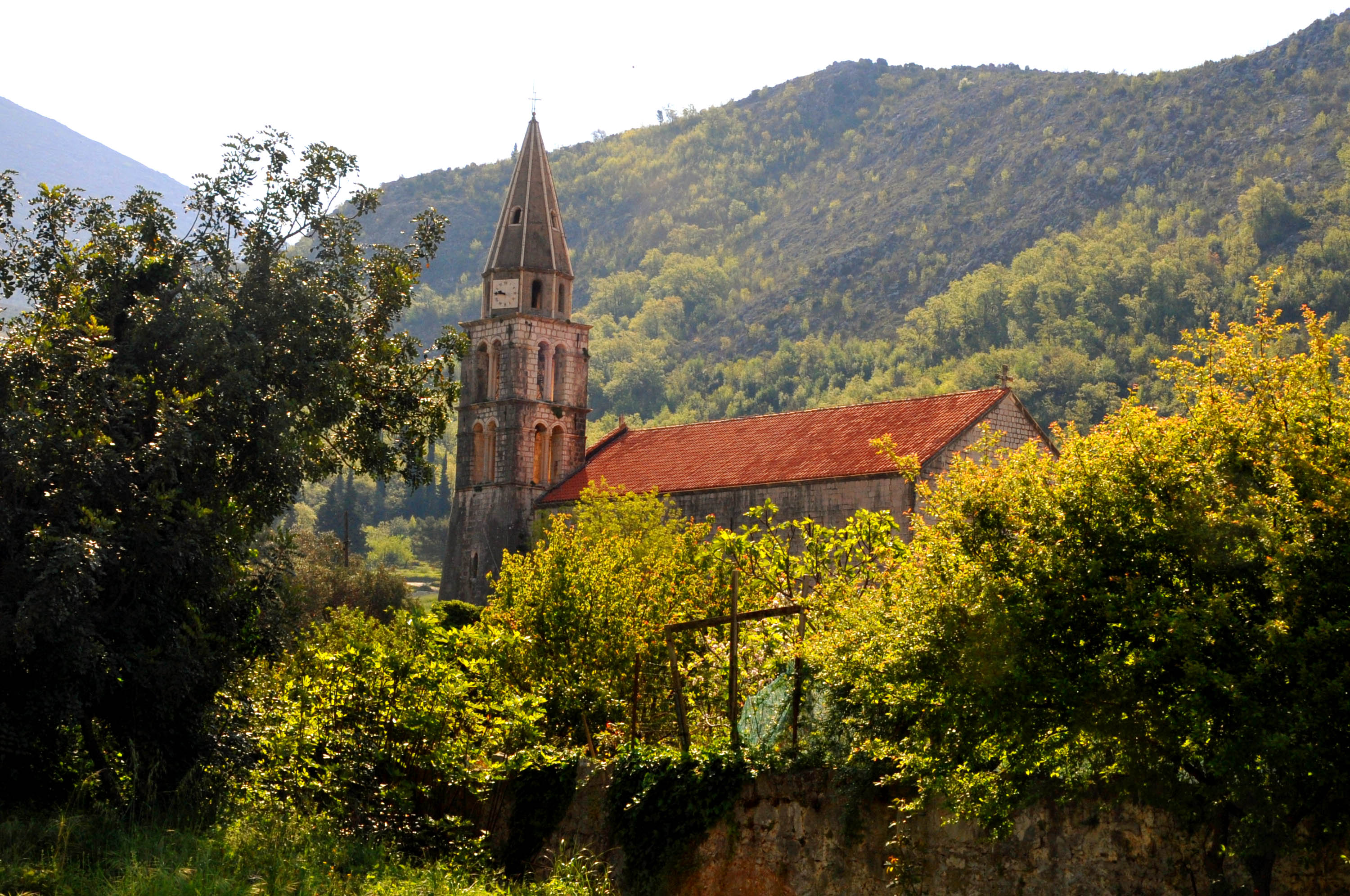
Františkánský kostel
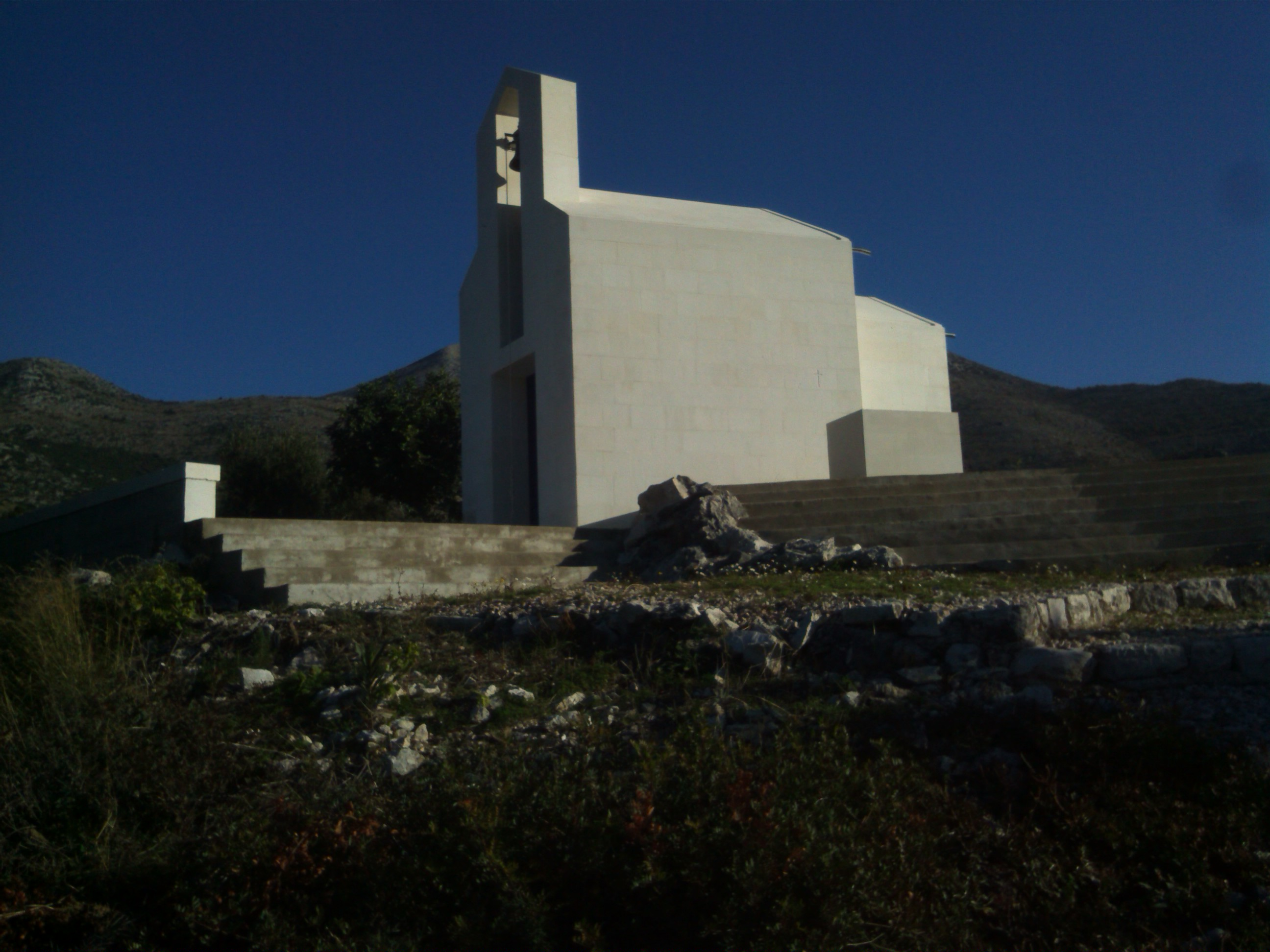
Kostel sv. Uršuly
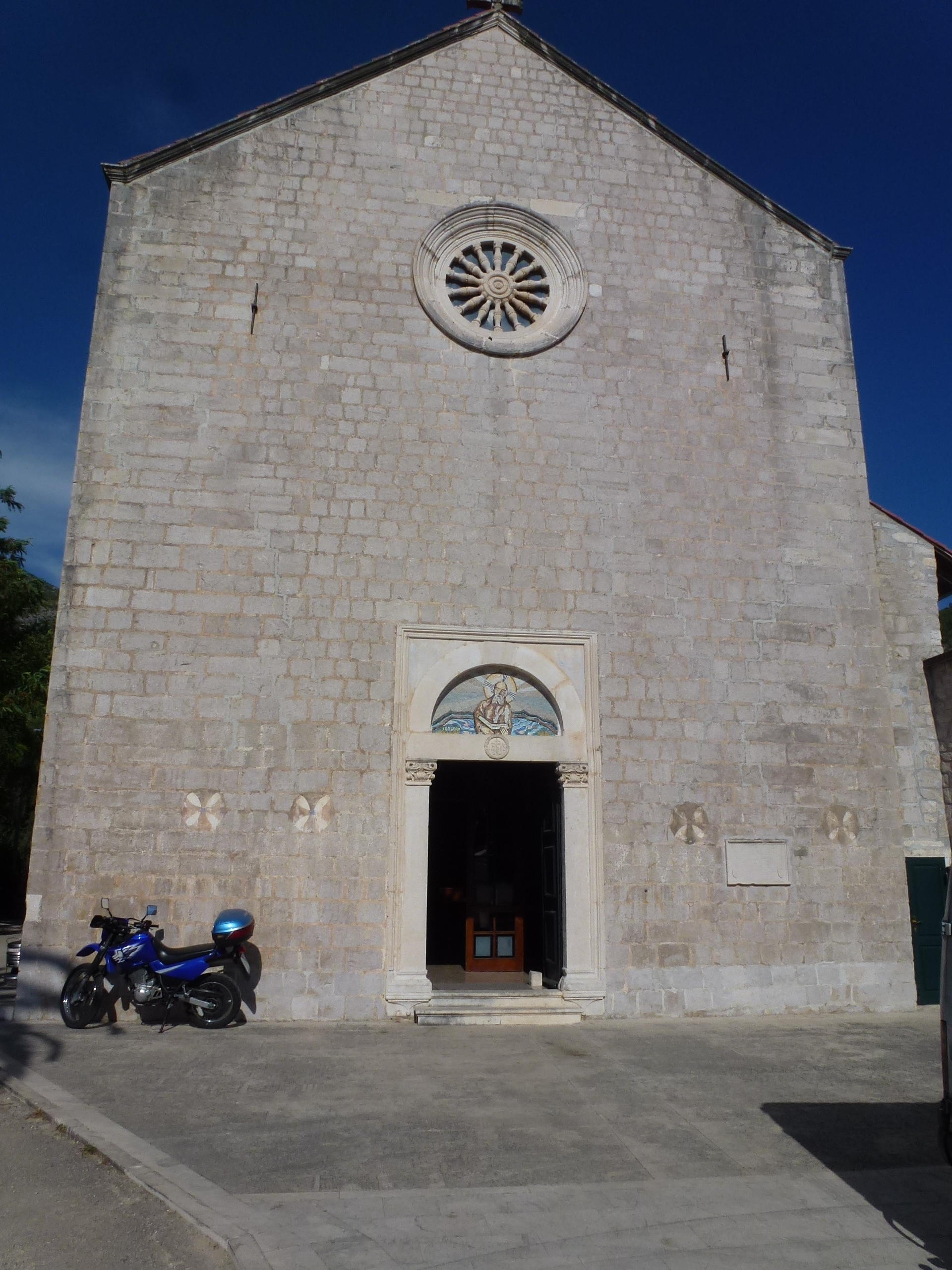
Kostel sv. Jeronýma
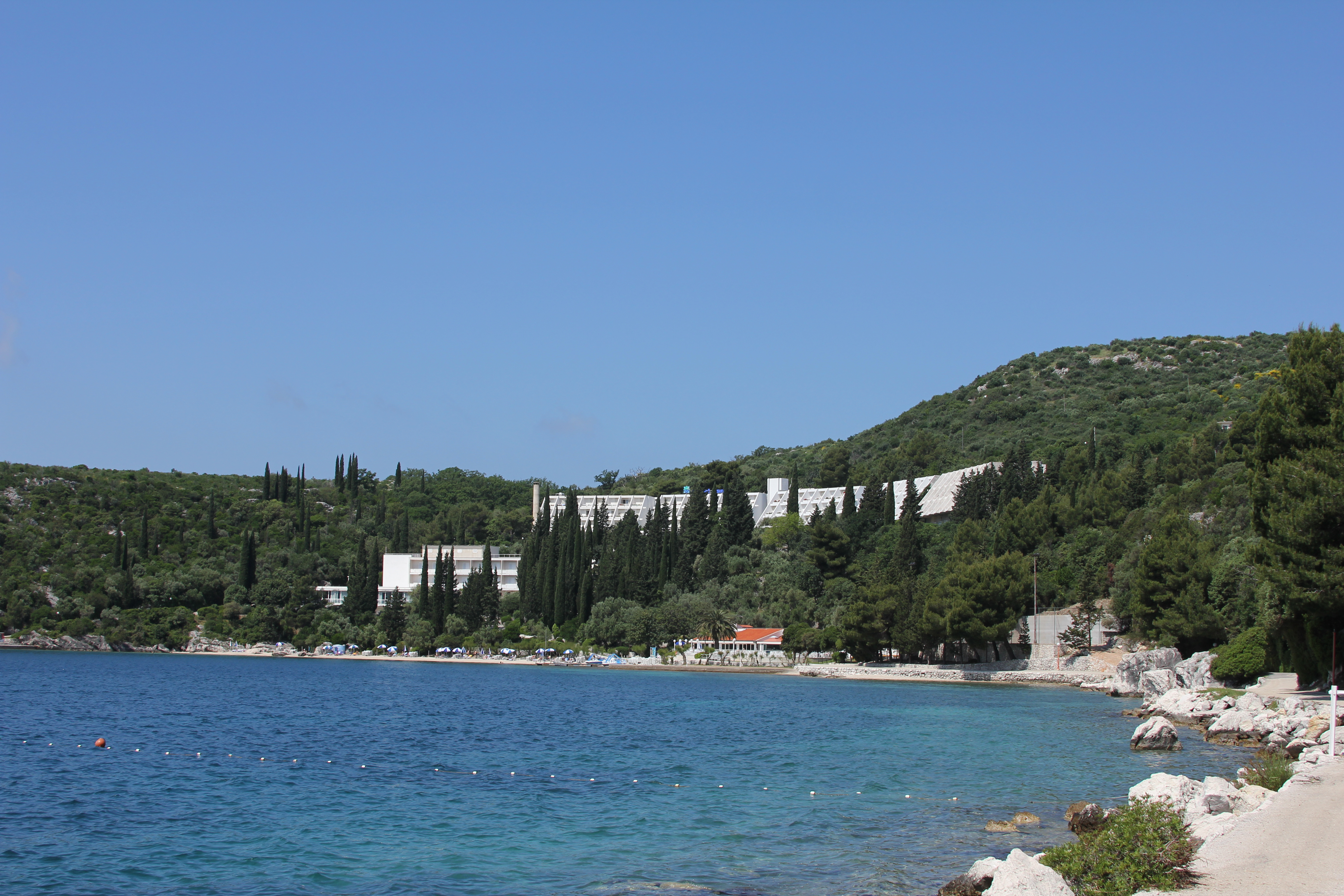
Hotel Osmine
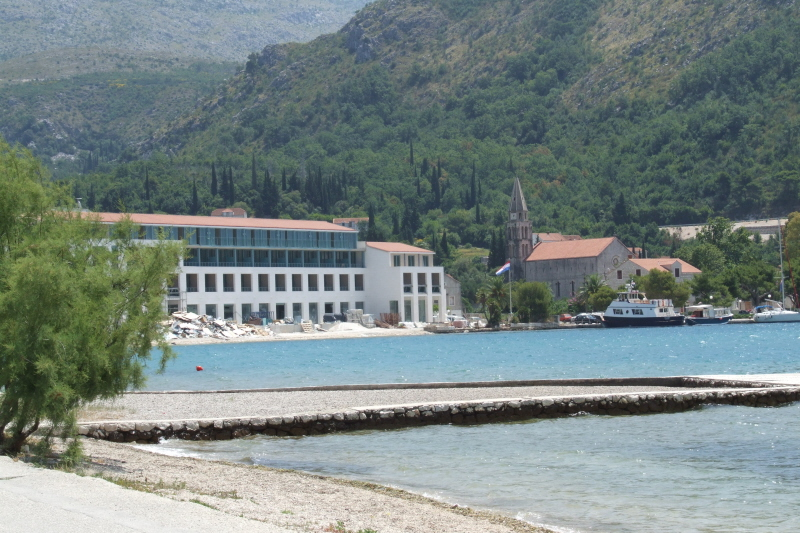
Hotel Admiral
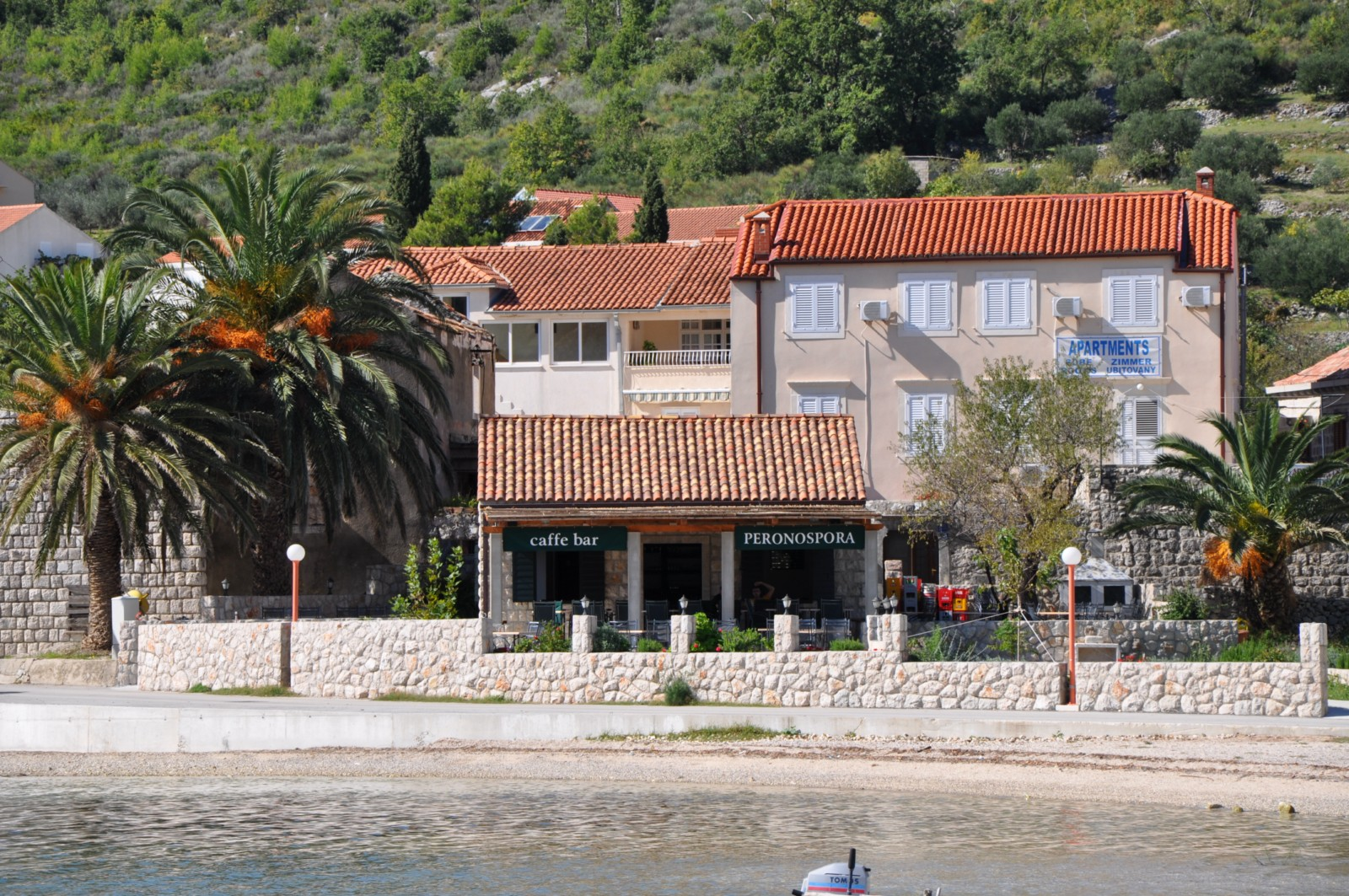
Kavárna